# Cleora collenettei
Cleora collenettei là một loài bướm đêm trong họ Geometridae.